# Tennis ai Giochi olimpici
Il tennis ha fatto parte del programma dei Giochi olimpici estivi sin dalla nascita del movimento Olimpico moderno ai Giochi della I Olimpiade nel 1896. È stato poi escluso a partire dai Giochi della IX Olimpiade del 1928 per rientrarne ai Giochi della XIX Olimpiade di Città del Messico del 1968, ma solo come torneo d'esibizione. Con i Giochi di Seoul 1988 il tennis è tornato ad essere ufficialmente uno sport olimpico,  vi prendono parte 64 tennisti nel singolo e 32 coppie nel doppio.

## Formula del torneo
Per quanto riguarda la formula del torneo, nella prima edizione furono disputati solamente i tornei di singolare e doppio maschile, a partire da Parigi 1900 vennero introdotti gli stessi tornei a livello femminile e il torneo di doppio misto. Nel 1904 si tornò ai soli tornei maschili, quattro anni dopo furono invece assegnate anche medaglie a livello indoor di ambo i sessi ad esclusione del doppio femminile a cui nel 1912 si aggiunse il ritorno del doppio misto anche indoor. Nel 1920 e 1924 il programma trovò una certa stabilità con l'assegnazione di medaglie in doppio e singolare maschile, femminile e misto con l'eliminazione dei tornei indoor. La stessa formula venne utilizzata al rientro del tennis nel programma olimpico nel 1968, anche se solo come sport dimostrativo, sedici anni dopo vennero giocati solo incontri di singolare sia maschile che femminile. Con il ritorno nel programma ufficiale nel 1988 si è tornati ad una formula simile a quella degli anni venti ad eccezione dell'assenza del torneo di doppio misto, che è stato reintegrato a Londra 2012.
Ad eccezione delle edizioni del 1896, 1900, 1904, 1988, e del 1992, quando veniva assegnata la medaglia di bronzo a tutti i semifinalisti sconfitti, in tutte le altre occasioni è sempre stata prevista una finale per il bronzo.
D = sport dimostrativo
| Evento                      | 96 | 00 | 04 | 08 | 12 | 20 | 24 | 28 | 32 | 36 | 48 | 52 | 56 | 60 | 64 | 68 | 72 | 76 | 80 | 84 | 88 | 92 | 96 | 00 | 04 | 08 | 12 | 16 | 20 | 24 | Edizioni |
| --------------------------- | -- | -- | -- | -- | -- | -- | -- | -- | -- | -- | -- | -- | -- | -- | -- | -- | -- | -- | -- | -- | -- | -- | -- | -- | -- | -- | -- | -- | -- | -- | -------- |
| Singolare maschile          | •  | •  | •  | •  | •  | •  | •  |    |    |    |    |    |    |    |    | D  |    |    |    | D  | •  | •  | •  | •  | •  | •  | •  | •  | •  | •  | 17       |
| Singolare maschile (indoor) |    |    |    | •  | •  |    |    |    |    |    |    |    |    |    |    |    |    |    |    | 2  |    |    |    |    |    |    |    |    |    |    |          |
| Doppio maschile             | •  | •  | •  | •  | •  | •  | •  | D  |    | •  | •  | •  | •  | •  | •  | •  | •  | •  | •  | 17 |    |    |    |    |    |    |    |    |    |    |          |
| Doppio maschile (indoor)    |    |    |    | •  | •  |    |    |    |    |    |    |    |    |    |    |    |    |    |    | 2  |    |    |    |    |    |    |    |    |    |    |          |
| Singolare femminile         |    | •  |    | •  | •  | •  | •  | D  | D  | •  | •  | •  | •  | •  | •  | •  | •  | •  | •  | 15 |    |    |    |    |    |    |    |    |    |    |          |
| Doppio femminile (indoor)   |    |    |    | •  | •  |    |    |    |    |    |    |    |    |    |    |    |    |    |    | 2  |    |    |    |    |    |    |    |    |    |    |          |
| Doppio femminile            |    |    |    |    |    | •  | •  | D  |    | •  | •  | •  | •  | •  | •  | •  | •  | •  | •  | 12 |    |    |    |    |    |    |    |    |    |    |          |
| Doppio misto                |    | •  |    |    | •  | •  | •  | D  |    |    |    |    |    |    |    | •  | •  | •  | •  | 8  |    |    |    |    |    |    |    |    |    |    |          |
| Doppio misto (indoor)       |    |    |    |    | •  |    |    |    |    |    |    |    |    |    |    |    |    |    |    | 1  |    |    |    |    |    |    |    |    |    |    |          |
| Totale                      | 2  | 4  | 2  | 6  | 8  | 5  | 5  | 0  | 0  | 0  | 0  | 0  | 0  | 0  | 0  | 0  | 0  | 0  | 0  | 0  | 4  | 4  | 4  | 4  | 4  | 4  | 5  | 5  | 5  | 5  |          |

## Medagliere
Aggiornato a Parigi 2024. In corsivo le nazioni (o le squadre) non più esistenti.
| Pos | Nazione                     | Oro | Argento | Bronzo | Totale |
| --- | --------------------------- | --- | ------- | ------ | ------ |
| 1   | Stati Uniti                 | 21  | 7       | 13     | 41     |
| 2   | Gran Bretagna               | 17  | 14      | 12     | 43     |
| 3   | Francia                     | 5   | 6       | 8      | 19     |
| 4   | Germania                    | 3   | 6       | 2      | 11     |
| 5   | Russia                      | 3   | 3       | 2      | 8      |
| 6   | Svizzera                    | 3   | 3       | 0      | 6      |
| 7   | Sudafrica                   | 3   | 2       | 1      | 6      |
| 8   | Spagna                      | 2   | 8       | 5      | 15     |
| 9   | Rep. Ceca                   | 2   | 3       | 4      | 9      |
| 10  | Australia                   | 2   | 1       | 4      | 7      |
| 11  | Cile                        | 2   | 1       | 1      | 4      |
| 11  | Cina                        | 2   | 1       | 1      | 4      |
| 13  | Croazia                     | 1   | 2       | 3      | 6      |
| 13  | Squadra mista               | 1   | 2       | 3      | 6      |
| 15  | ROC                         | 1   | 2       | 0      | 3      |
| 16  | Cecoslovacchia              | 1   | 1       | 2      | 4      |
| 17  | Italia                      | 1   | 0       | 2      | 3      |
| 18  | Belgio                      | 1   | 0       | 1      | 2      |
| 18  | Bielorussia                 | 1   | 0       | 1      | 2      |
| 18  | Canada                      | 1   | 0       | 1      | 2      |
| 18  | Germania Ovest              | 1   | 0       | 1      | 2      |
| 18  | Serbia                      | 1   | 0       | 1      | 2      |
| 23  | Porto Rico                  | 1   | 0       | 0      | 1      |
| 24  | Svezia                      | 0   | 3       | 5      | 8      |
| 25  | Argentina                   | 0   | 2       | 3      | 5      |
| 26  | Giappone                    | 0   | 2       | 1      | 3      |
| 26  | Grecia                      | 0   | 2       | 1      | 3      |
| 28  | Paesi Bassi                 | 0   | 1       | 1      | 2      |
| 29  | Atleti Individuali Neutrali | 0   | 1       | 0      | 1      |
| 29  | Austria                     | 0   | 1       | 0      | 1      |
| 29  | Danimarca                   | 0   | 1       | 0      | 1      |
| 29  | Romania                     | 0   | 1       | 0      | 1      |
| 33  | Squadra Unificata           | 0   | 0       | 2      | 2      |
| 34  | Australasia                 | 0   | 0       | 1      | 1      |
| 34  | Boemia                      | 0   | 0       | 1      | 1      |
| 34  | Brasile                     | 0   | 0       | 1      | 1      |
| 34  | Bulgaria                    | 0   | 0       | 1      | 1      |
| 34  | India                       | 0   | 0       | 1      | 1      |
| 34  | Norvegia                    | 0   | 0       | 1      | 1      |
| 34  | Nuova Zelanda               | 0   | 0       | 1      | 1      |
| 34  | Ucraina                     | 0   | 0       | 1      | 1      |
| 34  | Ungheria                    | 0   | 0       | 1      | 1      |

## Albo d'oro

### Atleti plurimedagliati
La seguente classifica prende in considerazione i vincitori di tre o più medaglie:
| Atleta             | Nazione       | Oro | Argento | Bronzo | Totale |
| ------------------ | ------------- | --- | ------- | ------ | ------ |
| Venus Williams     | Stati Uniti   | 4   | 1       | 0      | 5      |
| Kitty McKane       | Gran Bretagna | 1   | 2       | 2      | 5      |
| Charles Dixon      | Gran Bretagna | 1   | 1       | 2      | 4      |
| Serena Williams    | Stati Uniti   | 4   | 0       | 0      | 4      |
| Reggie Doherty     | Gran Bretagna | 3   | 0       | 1      | 4      |
| Gunnar Setterwall  | Svezia        | 0   | 2       | 2      | 4      |
| Andy Murray        | Gran Bretagna | 2   | 1       | 0      | 3      |
| Maurice Germot     | Francia       | 2   | 1       | 0      | 3      |
| Vincent Richards   | Stati Uniti   | 2   | 1       | 0      | 3      |
| Laurence Doherty   | Gran Bretagna | 2   | 0       | 1      | 3      |
| Mary Joe Fernández | Stati Uniti   | 2   | 0       | 1      | 3      |
| Suzanne Lenglen    | Francia       | 2   | 0       | 1      | 3      |
| Charles Winslow    | Sudafrica     | 2   | 0       | 1      | 3      |
| Max Décugis        | Francia       | 1   | 1       | 1      | 3      |
| Fernando González  | Cile          | 1   | 1       | 1      | 3      |
| Steffi Graf        | Germania      | 1   | 1       | 1      | 3      |
| Josiah Ritchie     | Gran Bretagna | 1   | 1       | 1      | 3      |
| Mike Bryan         | Stati Uniti   | 1   | 0       | 2      | 3      |
| Conchita Martínez  | Spagna        | 0   | 2       | 1      | 3      |
| Jana Novotná       | Rep. Ceca     | 0   | 2       | 1      | 3      |
| Harold Mahony      | Gran Bretagna | 0   | 2       | 1      | 3      |